# Kuminetz Géza
Kuminetz Géza (Nagyatád, 1959. szeptember 14. –) katolikus pap, teológus, egyházjogász, tanszékvezető egyetemi tanár, 2019. szeptember 1. től a Pázmány Péter Katolikus Egyetem rektora.

## Művei[2]
- Vasárnapi homiliavázlatok, Veszprémi Érseki Hittudományi Főiskola, Veszprém, 1996
- Imák, meditációk, versek, Jel Kiadó, Budapest, 1996, 254 oldal ISBN 963-8344-54-7
- Naplójegyzetek, imák (és néha versek), Jel Kiadó, Budapest, 76 oldal ISBN 963-9318-02-7
- Katolikus házasságjog, különös tekintettel a latin egyház jogára, 405 oldal, Szent István Társulat, Budapest, 2002 ISBN 963-361-412-0
- A barátaim vagytok! Elmélkedések Istenről, Krisztusról, emberről, egyházról, Jel Könyvkiadó, Budapest, 345 oldal, A Veszprémi Érseki Hittudományi Főiskola lelkiségi sorozata ISBN 963-9318-15-9
- Az egyház megszentelő feladata IV. Szent István Társulat, Budapest, 2005, 148 oldal, Sorozatcím: Bibliotheca Instituti Postgradualis Iuris Canonici Universitatis Catholicae de Petro Pázmány nominatae - Institutiones, Kötetszám: 6/1 ISBN 963-361-577-1
- Pawel Zuchniewitz: II. János Pál csodái (Dolhai Lajos és Kuminetz Géza professzorok tanulmányait csatolta a csodák dogmatikai értelmezéséről és kivizsgálásuk jelentőségéről a szentté avatási eljárásban), ford. Rostetter Szilveszter, lekt. Szemere János, Jel Könyvkiadó, Budapest, 2006, 220 oldal ISBN 9799639670135
- A tudományos élet és a személyiségfejlesztés sajátos fellegvára a katolikus egyetem. (Pázmány Könyvek Sorozat 10.) Budapest, Szent István Társulat, 2020 ISBN 978 963 277 856 3
- A képzés és önképzés, a nevelés és önnevelés feladatai a katolikus egyetemen. (Pázmány Könyvek Sorozat 11.) Budapest, Szent István Társulat, 2021 ISBN 978 963 277 955 3
- A jogrend filozófiai megalapozása Horváth Sándor O.P. műveiben. Veszprém, Veszprémi Érseki Hittudományi Főiskola, 2000 ISBN 963 9318 01 9
- A kiengesztelődés szentségei: A gyónás és a betegek kenete. (Bibliotheca Instituti Postgradualis Iuris Canonici II. Manualia 3) Budapest Szent István Társulat, 2008 ISBN 978 963 277 021 5
- A klerikusi életállapot: Válogatott pasztorálteológiai és kánonjogi tanulmányok. (Bibliotheca Instituti Postgradualis Iuris Canonici III. Studia 14) Budapest, Szent István Társulat, 2010 ISBN 978 963 277 231 8
- Egy tomista jog- és állambölcselet vázlata I. (Bibliotheca Instituti Postgradualis Iuris Canonici II. Manualia 7/1.) Budapest, Szent István Társulat, 2013 ISBN 978 963 277 465 7
- Egy tomista jog- és állambölcselet vázlata II. (Bibliotheca Instituti Postgradualis Iuris Canonici II. Manualia 7/2.) Budapest, Szent István Társulat, 2018 ISBN 978 963 277 795 5
- A boldoggá- és szenttéavatási eljárás kézikönyve. (Bibliotheca Instituti Postgradualis Iuris Canonici II. Manualia 6.) Budapest, Szent István Társulat, 2012 ISBN 978 963 361 967 4
- Az igehirdetés és a papnevelés szolgálatában: Homíliák, alkalmi beszédek. (Seminarium Centrale Budapestiense 5.) Budapest, Központi Papnevelő Intézet, 2012 ISBN 978 963 08 5299 9
- A jó harcra mégis készen: Imák, meditációk és néha versek. (Seminarium Centrale Budapestiense 6.) Budapest, Központi Papnevelő Intézet, 2013 ISBN 978 963 89933 0 4
- Klerikusok kézikönyve I. Szent Szolgálattevők, vagyis klerikusok a katolikus egyházban. (Bibliotheca Instituti Postgradualis Iuris Canonici II. Manualia 4/1.) Budapest, Szent István Társulat, 2012 ISBN 978 963 277 357 5
- Klerikusok kézikönyve II. A papnevelés és egy klerikusi etikai és illemkódex vázlata. (Bibliotheca Instituti Postgradualis Iuris Canonici II. Manualia 4/2.) Budapest, Szent István Társulat, 2012 ISBN 978 963 277 378 0